# Visogliano
Visogliano ist eine der ältesten archäologischen Fundstätten Italiens, und die älteste im Nordosten des Landes. Darüber hinaus fanden sich die mit etwa 500.000 Jahren ältesten menschlichen Überreste des Landes. Dabei handelt es sich um Bruchstücke eines stark ausgeprägten Kiefers sowie zweier Zähne. Schließlich ließen sich die ersten Spuren von Feuergebrauch belegen.

## Lage, Entdeckung, Museumsort
Der bei Triest nahe der Grenze nach Slowenien gelegene Fundort wurde 1974 von einem Amateur namens Alvaro Marcucci entdeckt.
Die Fundstücke befinden sich im Triestiner Museum für Naturgeschichte.

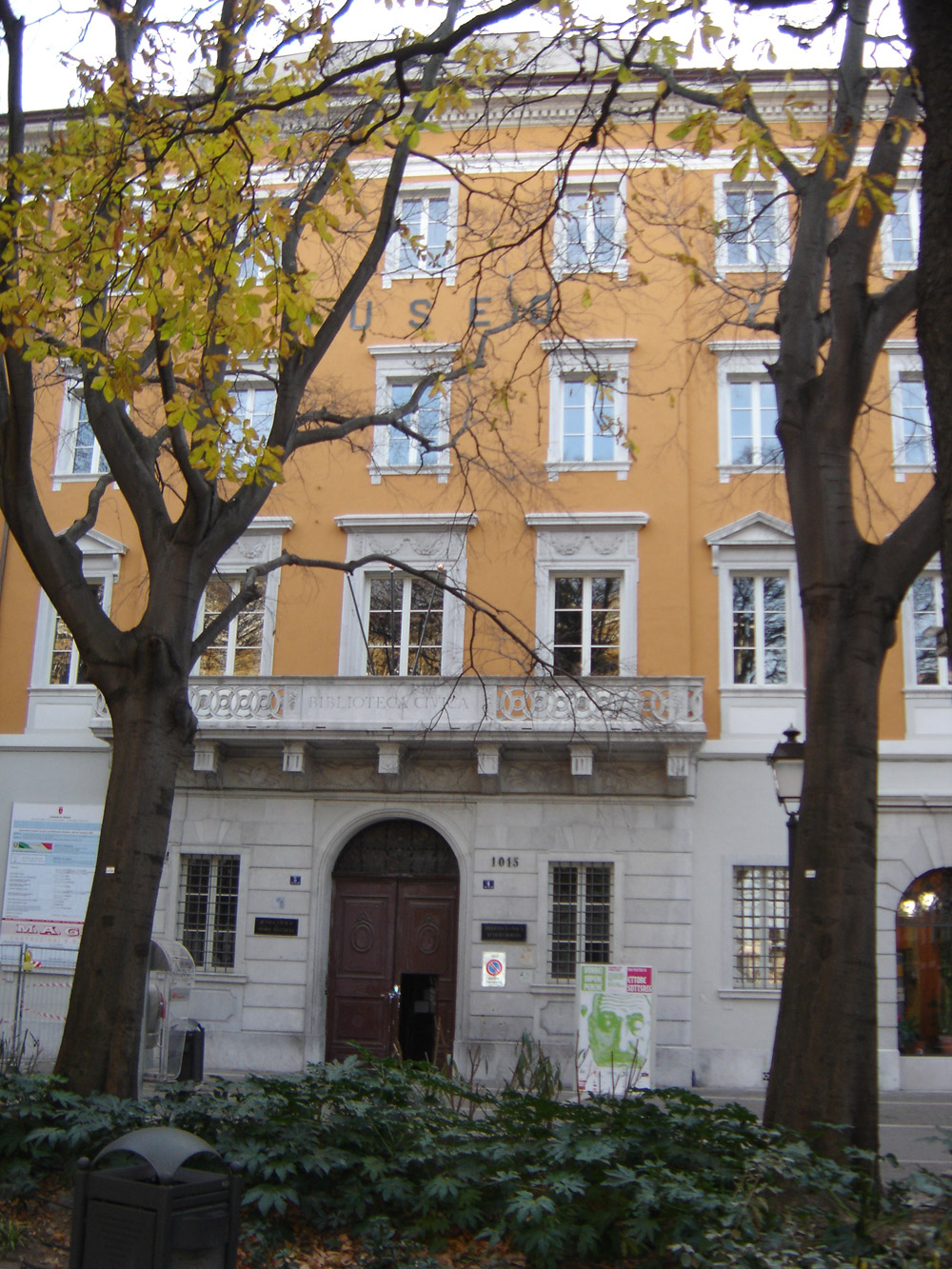
Museum für Naturgeschichte in Triest

## Geröllwerkzeugkultur, Ökologie
Vor 500.000 Jahren war die Region von Mischwäldern gekennzeichnet, genauer mit Hainbuchen, Haseln, Linden sowie Flügelnüssen. Homo erectus oder Homo heidelbergensis sowie frühe anatomisch moderne Menschen (Homo sapiens) hinterließen Fossilien und ein für die Italian Pebble Culture, die italienische Geröllwerkzeugkultur, typisches Sortiment an Steinwerkzeugen.

## Nachweis über Feuergebrauch
Visogliano ist eine der Stätten, bei denen sehr wahrscheinlich gemacht werden konnte, dass Spongiosa, eine Erscheinungsform der Knochensubstanz, zum Feuer unterhalten benutzt wurde. Diese schwammartig aufgebaute Substanz aus feinen Knochenbälkchen (Trabekeln) liegt im Inneren der Knochen und wird besonders gut brennbar, wenn das dortige Knochenmark entfernt ist. Trockenes Holz diente zum Entzünden des so gewonnenen Brennmaterials. Dabei wurden kleinere Knochenbruchstücke wegen ihrer besseren Brennbarkeit bevorzugt. Der Anteil der Knochen, die Verbrennungsspuren aufweisen, und die kleiner als 2 cm sind, steigt daher an manchen Fundstätten, wie etwa Castanet (Dordogne) bis auf 99,8 % an. 
Kompakte Knochen, die wesentlich schlechter brennen, weisen hingegen erheblich seltener solche Spuren auf. Die Technik hängt damit zusammen, dass Knochen, um ihnen das begehrte Fett zu entziehen, zwei bis drei Stunden gekocht werden müssen. Solche Stellen lassen sich dementsprechend daran erkennen, dass hier neben den kleinen, verbrannten Knochen viele, von der Hitze des Feuers gesprengte Steine und eine Eintiefung zu finden sind. In diese Eintiefung legte man wasserdichtes Holz oder Rinde, einen Tiermagen oder -fell, um das Wasser zu halten. Häufig kamen auch schwere Steine hinzu, mit denen die großen Knochen zuvor zertrümmert worden waren.
Ansonsten lässt sich der Gebrauch von Feuer erst bei Neandertalern nachweisen, die mittels Feuer Pech (pitch) aus Rinde unter Sauerstoffabschluss gewannen, indem sie die Feuerstelle abdeckten. Dieses Pech wurde etwa an der deutschen Grabungsstätte Königsaue gefunden, ist aber mit ca. 80.000 Jahren relativ jung. Auch Bitumen wurde so behandelt, um daraus eine Art Klebstoff zu gewinnen, wie sich an 42.000 bis 70.000 Jahre alten Überresten im syrischen Umm el Tlel zeigen ließ. 
In Visogliano sind die Spuren hingegen sehr viel älter. So stammen die Feuerspuren aus Sauerstoff-Isotopenstufe MIS 11 oder 13, was etwa einem Alter von 427.000 bis 528.000 Jahren entspricht.